# Lutas nos Jogos Olímpicos de Verão de 1956
As lutas nos Jogos Olímpicos de Verão de 1956 foram realizadas em Melbourne, com dezesseis eventos disputados, sendo oito categorias de luta greco-romana e oito categorias de luta livre.

## Eventos da luta
Luta livre: até 52 kg | 52-57 kg | 57-62 kg | 62-67 kg | 67-73 kg | 73-79 kg | 79-87 kg | +87 kg 

Luta greco-romana: até 52 kg | 52-57 kg | 57-62 kg | 62-67 kg | 67-73 kg | 73-79 kg | 79-87 kg | +87 kg

## Luta livre

### Luta livre - até 52 kg
| Pos. | País                  | Atletas                   |
| ---- | --------------------- | ------------------------- |
|      | União Soviética (URS) | Miriani Tsalkalamanidze   |
|      | Irã (IRI)             | Mohammad Ali Khojastépour |
|      | Turquia (TUR)         | Hüseyin Akbas             |

### Luta livre - 52-57 kg
| Pos. | País                  | Atletas                 |
| ---- | --------------------- | ----------------------- |
|      | Turquia (TUR)         | Mustafa Dagistanli      |
|      | Irã (IRI)             | Mohammad Mehdi Yaghoubi |
|      | União Soviética (URS) | Mikhail Shakhov         |

### Luta livre - 57-62 kg
| Pos. | País            | Atletas        |
| ---- | --------------- | -------------- |
|      | Japão (JPN)     | Shozo Sasahara |
|      | Bélgica (BEL)   | Joseph Mewis   |
|      | Finlândia (FIN) | Erkki Penttilä |

### Luta livre - 62-67 kg
| Pos. | País                  | Atletas                 |
| ---- | --------------------- | ----------------------- |
|      | Irã (IRI)             | Emamali Habibi Goudarzi |
|      | Japão (JPN)           | Shigeru Kasahara        |
|      | União Soviética (URS) | Alimberg Bestayev       |

### Luta livre - 67-73 kg
| Pos. | País                  | Atletas            |
| ---- | --------------------- | ------------------ |
|      | Japão (JPN)           | Mitsuo Ikeda       |
|      | Turquia (TUR)         | Ibrahim Zengin     |
|      | União Soviética (URS) | Vakhtang Balavadze |

### Luta livre - 73-79 kg
| Pos. | País                  | Atletas            |
| ---- | --------------------- | ------------------ |
|      | Bulgária (BUL)        | Nikola Stanchev    |
|      | Estados Unidos (USA)  | Daniel Hodge       |
|      | União Soviética (URS) | Georgi Skhirtladze |

### Luta livre - 79-87 kg
| Pos. | País                  | Atletas            |
| ---- | --------------------- | ------------------ |
|      | Irã (IRI)             | Gholam Reza Takhti |
|      | União Soviética (URS) | Boris Kulayev      |
|      | Estados Unidos (USA)  | Peter Blair        |

### Luta livre - +87 kg
| Pos. | País            | Atletas            |
| ---- | --------------- | ------------------ |
|      | Turquia (TUR)   | Hamit Kaplan       |
|      | Bulgária (BUL)  | Hussein Mehmedov   |
|      | Finlândia (FIN) | Taisto Kangasniemi |

## Luta greco-romana

### Luta greco-romana - até 52 kg
| Pos. | País                  | Atletas            |
| ---- | --------------------- | ------------------ |
|      | União Soviética (URS) | Nikolai Solovyov   |
|      | Itália (ITA)          | Ignazio Fabra      |
|      | Turquia (TUR)         | Dursun Ali Egribas |

### Luta greco-romana - 52-57 kg
| Pos. | País                  | Atletas              |
| ---- | --------------------- | -------------------- |
|      | União Soviética (URS) | Konstantin Vyrupayev |
|      | Suécia (SWE)          | Edvin Vesterby       |
|      | Romênia (ROM)         | Francisc Horvat      |

### Luta greco-romana - 57-62 kg
| Pos. | País                  | Atletas          |
| ---- | --------------------- | ---------------- |
|      | Finlândia (FIN)       | Rauno Mäkinen    |
|      | Hungria (HUN)         | Imre Polyák      |
|      | União Soviética (URS) | Roman Dzeneladze |

### Luta greco-romana - 62-67 kg
| Pos. | País            | Atletas         |
| ---- | --------------- | --------------- |
|      | Finlândia (FIN) | Kyösti Lehtonen |
|      | Turquia (TUR)   | Riza Dogan      |
|      | Hungria (HUN)   | Gyula Tóth      |

### Luta greco-romana - 67-73 kg
| Pos. | País                  | Atletas           |
| ---- | --------------------- | ----------------- |
|      | Turquia (TUR)         | Mithat Bayrak     |
|      | União Soviética (URS) | Vladimir Maneyev  |
|      | Suécia (SWE)          | Per Gunnar Berlin |

### Luta greco-romana - 73-79 kg
| Pos. | País                  | Atletas        |
| ---- | --------------------- | -------------- |
|      | União Soviética (URS) | Givi Kartoziya |
|      | Bulgária (BUL)        | Dimitar Dobrev |
|      | Suécia (SWE)          | Rune Jansson   |

### Luta greco-romana - 79-87 kg
| Pos. | País                  | Atletas            |
| ---- | --------------------- | ------------------ |
|      | União Soviética (URS) | Valentin Nikolayev |
|      | Bulgária (BUL)        | Petko Sirakov      |
|      | Suécia (SWE)          | Karl-Erik Nilsson  |

### Luta greco-romana - +87 kg
| Pos. | País                     | Atletas           |
| ---- | ------------------------ | ----------------- |
|      | União Soviética (URS)    | Anatoli Parfenov  |
|      | Equipe Alemã Unida (EUA) | Wilfried Dietrich |
|      | Itália (ITA)             | Adelmo Bulgarelli |

## Quadro de medalhas da luta
| Ordem | País                   | Medalha de ouro | Medalha de prata | Medalha de bronze | Total |
| ----- | ---------------------- | --------------- | ---------------- | ----------------- | ----- |
| 1     | URS União Soviética    | 6               | 2                | 5                 | 13    |
| 2     | TUR Turquia            | 3               | 2                | 2                 | 7     |
| 3     | IRI Irã                | 2               | 2                | 0                 | 4     |
| 4     | JPN Japão              | 2               | 1                | 0                 | 3     |
| 5     | FIN Finlândia          | 2               | 0                | 2                 | 4     |
| 6     | BUL Bulgária           | 1               | 3                | 0                 | 4     |
| 7     | SWE Suécia             | 0               | 1                | 3                 | 4     |
| 8     | USA Estados Unidos     | 0               | 1                | 1                 | 2     |
| 8     | HUN Hungria            | 0               | 1                | 1                 | 2     |
| 8     | ITA Itália             | 0               | 1                | 1                 | 2     |
| 11    | BEL Bélgica            | 0               | 1                | 0                 | 1     |
| 11    | EUA Equipe Alemã Unida | 0               | 1                | 0                 | 1     |
| 13    | ROM Romênia            | 0               | 0                | 1                 | 1     |